# Осов (Речицкий район)
Осов (бел. Восаў) — деревня в составе Заходовского сельсовета Речицкого района Гомельской области Белоруссии.
На юге урочище Ходынщино.

## География

### Расположение
В 45 км на северо-запад от Речицы и в 20 км от железнодорожной станции Василевичи (на линии Гомель — Калинковичи), в 85 км от Гомеля.

## Транспортная система
Транспортная связь по просёлочной, а затем по автодороге Светлогорск — Речица. В деревне 73 жилых дома (2004 год). Планировка состоит из прямолинейной улицы, с меридиональной ориентацией. К этой улице с севера примыкает короткая прямолинейная улица и размещается небольшой участок застройки. Жилые дома деревянные, усадебного типа.

### Улицы
- Кузнечная
- Лесная
- Луговая
- Советская

## История
По письменным источникам известна с XVIII века в составе Речицкого повета Минского воеводства Великого княжества Литовского. После 2-го раздела Речи Посполитой в (1793 году) в составе Российской империи. В 1811 году находилась во владении Ракицких.
В 1930 году организован колхоз имени А. Г. Червякова, работали кузница и паровая мельница.
В 1939 году к деревне присоединены деревни Бежков и Стража.
Во время Великой Отечественной войны в июне 1943 года немецкие каратели сожгли 103 двора и убили 8 жителей. На фронтах войны погибли 57 жителей.
В 1959 году деревня находилась в составе колхоза «Путь Ленина» с центром в деревне Заходы.
До 31 октября 2006 года в Дубровском сельсовете, согласно Решению Гомельского областного совета депутатов Дубровский сельсовет переименован в Заходовский сельсовет с переносом центра сельсовета в деревню Заходы.

## Население

### Численность
2004 год — 73 двора, 183 жителя.

### Динамика
- 1940 год — 105 дворов, 481 житель.
- 1959 год — 483 жителя (согласно переписи).
- 2004 год — 73 двора, 183 жителя.